# Flemington (New Jersey)
Flemington ist eine Kleinstadt vom Typ eines Borough im US-Bundesstaat New Jersey und Sitz der Verwaltung des Hunterdon County. Das U.S. Census Bureau ermittelte bei der Volkszählung 2020 eine Einwohnerzahl von 4876.
Die Stadt hat eine Fläche von 2,8 km² liegt etwa 90 km westlich von New York City und etwa 80 km nördlich von Philadelphia. 1935 fand hier der Aufsehen erregende Prozess um die Entführung von Charles Lindberghs Sohn statt. Heute ist der Ort bekannt für seine historische Bausubstanz und durch die Ansiedelung vieler Factory Outlets ein Zentrum des Einzelhandels.

## Geschichte

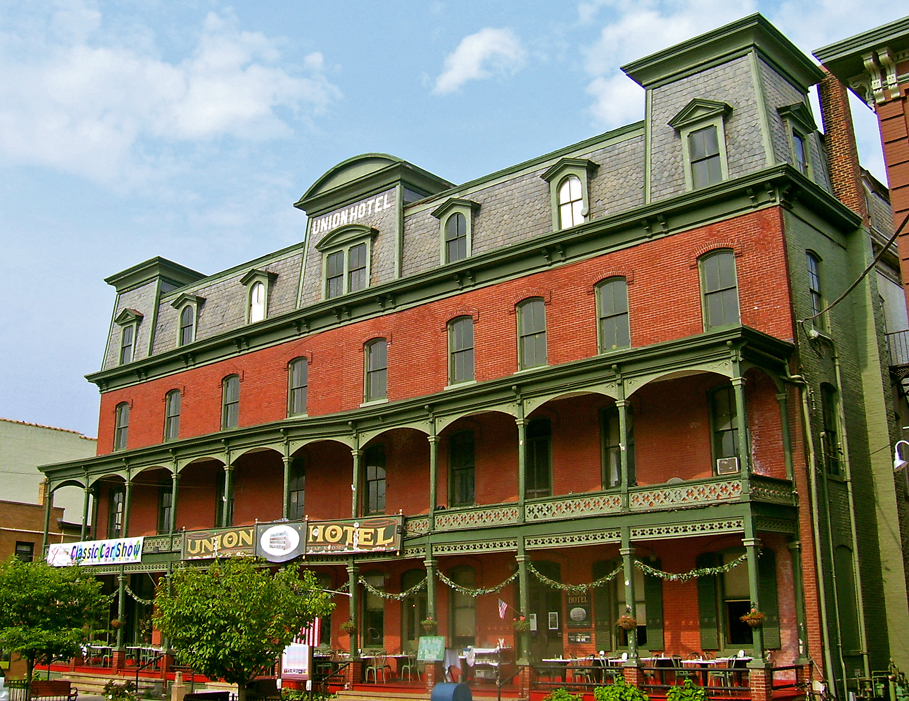
Das Union Hotel, der heutige Bau im viktorianischen Baustil stammt von 1887

Die ganze Region des heutigen New Jerseys war ursprünglich von den Lenni-Lenape-Indianern besiedelt. Im Jahr 1712 kauften William Penn und sein Partner Daniel Coxe das Gebiet, um deutsch- und englischstämmige Auswanderer anzusiedeln. Es dauerte jedoch bis 1738, bevor der erste Siedler eine Blockhütte im heutigen Stadtgebiet baute. 1746 kam Samuel Fleming und baute 1756 eine Gastwirtschaft, deren Gebäude heute noch existiert und nach der der sich entwickelnde Ort Fleming’s Town genannt wurde.
Im Jahr 1785 wurde Flemington Sitz der County-Verwaltung und behielt den Status auch, als 1826 das Gerichts- und Verwaltungsgebäude abbrannte und die benachbarte Stadt Lambertville versuchte, die Verwaltung zum Umzug zu bewegen.
Im 19. Jahrhundert prosperierte die Stadt, deren wirtschaftliche Basis noch immer in der Landwirtschaft lag und die sich auf Geflügelzucht und Milchwirtschaft spezialisiert hatte. Wohlhabende Bürger bauten großzügige Häuser im griechischen Stil mit Säulenvorhallen und Schaugiebeln. Von 1856 bis 2003 fand die County Fair, eine Landwirtschaftsausstellung und Gewerbeschau des Kreises, in Flemington statt.
65 % des Stadtgebietes stehen unter Ensembleschutz und sind wegen der historischen Bauten im nationalen Denkmalschutzregister eingetragen. Seit den 1990er Jahren haben sich mehr als sechzig Fabrikverkaufsstellen in Flemington angesiedelt, die mit einem hochwertigen Angebot Kunden aus dem nördlichen New Jersey und den benachbarten Teilen Pennsylvanias anziehen.

## Demographie
Nach der Volkszählung von 2000 gibt es 4.202 Menschen, 1.804 Haushalte und 997 Familien in der Stadt. Die Bevölkerungsdichte beträgt 1.515,5 Einwohner pro km². 87,71 % der Bevölkerung sind Weiße, 3,19 % Afroamerikaner, 0,31 % amerikanische Ureinwohner, 3,12 % Asiaten, 0,17 % pazifische Insulaner, 3,14 % anderer Herkunft und 2,36 % Mischlinge. 10,98 % sind Latinos unterschiedlicher Abstammung.
Von den 892 Haushalten haben 26,8 % Kinder unter 18 Jahre alt, 38,7 % davon sind verheiratete, zusammenlebende Paare, 11,7 % sind alleinerziehende Mütter, 44,7 % sind keine Familien, 37,7 % bestehen aus Singlehaushalten und in 12,1 % Menschen sind älter als 65. Die Durchschnittshaushaltsgröße beträgt 2,26, die Durchschnittsfamiliegröße 3,00.
22,2 % der Bevölkerung sind unter 18 Jahre alt, 8,6 % zwischen 18 und 24, 36,9 % zwischen 25 und 44, 20,2 % zwischen 45 und 64, 12,1 % älter als 65. Das Durchschnittsalter beträgt 35 Jahre. Das Verhältnis Frauen zu Männer beträgt 100:94,3, für Menschen älter als 18 Jahre beträgt das Verhältnis 100:92,7.
Das jährliche Durchschnittseinkommen der Haushalte beträgt 39.886 USD, das Durchschnittseinkommen der Familien 51.582 USD. Männer haben ein Durchschnittseinkommen von 38.594 USD, Frauen 31.250 USD. Das Prokopfeinkommen der Stadt beträgt 23.769 USD. 6,9 % der Bevölkerung und 5,0 % der Familien leben unterhalb der Armutsgrenze, davon sind 7,5 % Kinder oder Jugendliche jünger als 18 Jahre und 3,0 % der Menschen sind älter als 65 Jahre.

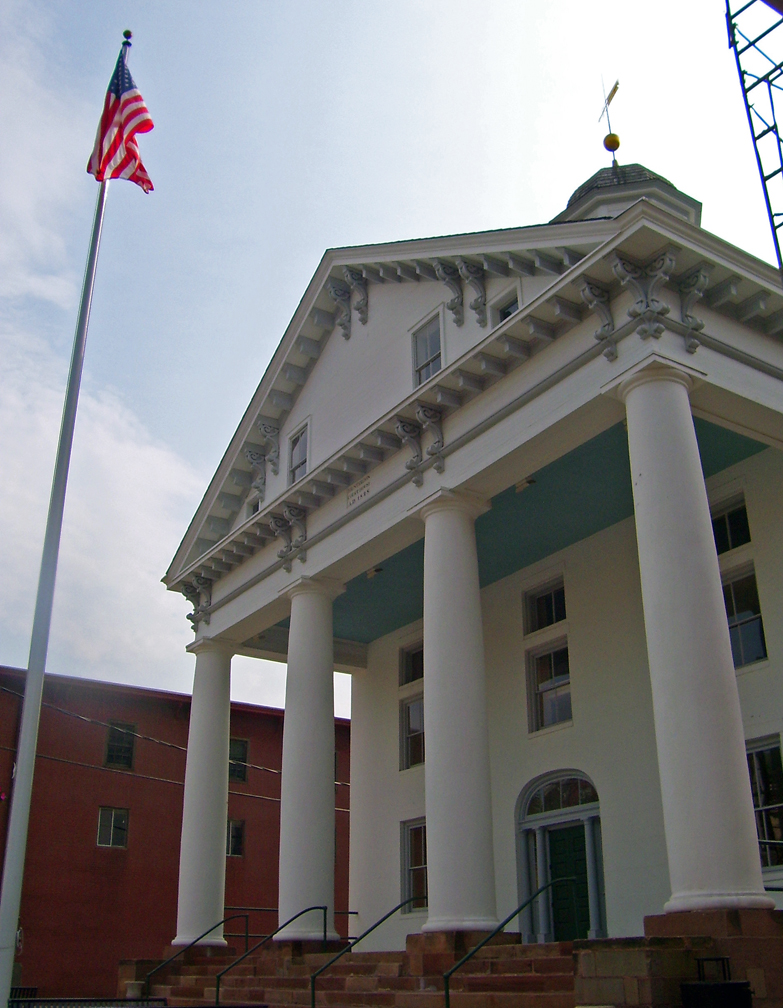
Bezirksgericht in Flemington, wo 1935 der Prozess stattfand

## Lindbergh-Prozess
1935 fand in Flemington der Prozess gegen Bruno Richard Hauptmann wegen der Entführung des Sohns von Charles Lindbergh und Erpressung von $70.000 im Jahr 1932 statt. Wegen möglicher Befangenheit der Jury am Wohnort Lindberghs war das Verfahren in den Nachbarbezirk Hunterdon und somit nach Flemington verlegt worden. Die Verhandlungen dauerten vom 2. Januar bis zum 13. Februar und zogen ein internationales Medieninteresse in die Kleinstadt. Hauptmann wurde nur aufgrund von Indizien schuldig gesprochen, zum Tode verurteilt und nachdem ein Wiederaufnahmeverfahren scheiterte, im April 1936 hingerichtet.

## Söhne und Töchter der Stadt
- Mary Decker (* 1958), Leichtathletin
- Danny Federici (1950–2008), Musiker
- Dick Foran (1910–1979), Schauspieler und Sänger
- Kimi Goetz (* 1994), Eisschnellläuferin
- Zelda Kaplan (1916–2012), Dame der Gesellschaft und Frauenrechtlerin
- William E. Purcell (1856–1928), Politiker
- Brian White (* 1996), Fußballspieler